# 유임 (평향효후)
유임(劉壬, ? ~ ?)은 전한 후기의 제후로, 평간경왕의 아들이다.

## 행적
신작 4년(기원전 58년), 평향후(平鄕侯)에 봉해졌다. 시호를 효라 하였고, 작위는 아들 유성이 이었다.

## 출전
- 반고, 《한서》 권15하 왕자후표 下

| 선대 (첫 봉건) | 전한의 평향후 기원전 58년 3월 계축일 ~ ? | 후대 아들 평향절후 유성 |